# 憂国のモリアーティ
『憂国のモリアーティ』（ゆうこくのモリアーティ、英語: Moriarty the Patriot）は、構成：竹内良輔、漫画：三好輝による漫画。『ジャンプスクエア』（集英社）にて、2016年9月号より2023年1月号まで第一部を連載。同誌にて本作の小説のコミカライズ『憂国のモリアーティ-The Remains-』が2023年4月号より2024年8月号まで連載され、その後第二部が2025年1月号より連載されている。コナン・ドイルの「シャーロック・ホームズ」シリーズを原案に、ホームズの最大にして最強の宿敵であるモリアーティ教授を主役に据えた物語が展開される。
2018年「第13回 全国書店員が選んだおすすめコミック」一般部門2位。2022年8月時点でコミックス累計発行部数は600万部を突破している。小説化のほかに、メディアミックスとしてミュージカル化・舞台化・アニメ化が行われている。

## あらすじ
大英帝国全盛期（パクス・ブリタニカ）のロンドン。古くから根付く完全階級制度は、人間同士の差別をさらに強固なものとした。主人公のウィリアムは、貴族の気まぐれによって弟のルイスとともにモリアーティ家に引き取られた。非凡な頭脳をもったウィリアムは、モリアーティ家のアルバートにその才能を認められ、ルイスも入れた3人でモリアーティ家を乗っ取り、国を変えるために様々な策を講じる。

## 登場人物
「声」の項はテレビアニメ版の声優。

### モリアーティ陣営
ウィリアム・ジェームズ・モリアーティ
声 - 斉藤壮馬、石上静香（幼少期）
本作の主人公。
元々は孤児であったが、字の読み書きができ博識で、志を同じくするアルバートに拾われ、弟と共にモリアーティ家の養子になった。その後、アルバートと共に腐敗した社会を変えるべく、手始めに自分たちを見下していた「本物のウィリアム（声 - 村中知）」を殺害して彼に成り代わった。そのため、本名は不明。
成長してからは若年ながらダラム大学で数学の教鞭をとる教授を本業とし、副業である私立相談役（コンサルタント）として市民の間の問題を解決しつつ、裏では悪に罰を与える「犯罪相談役（クライムコンサルタント）」として仲間たちを率いて暗躍している。
アルバート・ジェームズ・モリアーティ
声 - 佐藤拓也
モリアーティ家の長男。
慈善活動先の孤児院で正しく悪の道を説く孤児の兄弟に興味を持ち養子に迎え入れ、内心では『貴族』という地位に胡座をかき下級層を見下していた両親と「本物のウィリアム」、当時のモリアーティ家使用人たちを火事に偽装して屋敷ごと炎上させ殺害し、伯爵位や資産などモリアーティ家の全ての権利を手に入れた。
その後、ロックウェル伯爵家に身を寄せ、成長した後は屋敷をダラムに移し、自身はイギリス陸軍に入隊し出世を重ねる。中佐まで昇進した後、秘密情報部に新設されたMI6を任されることになり表向きは退役、ペーパーカンパニー「ユニバーサル貿易社」の取締役を隠れ蓑に、MI6指揮官"M"として活動する。
普段は大英帝国から指示される任務をこなし、その中にウィリアムからの任務を紛れ込ませているため、一部のMI6の隊員以外には国からの任務なのかウィリアムからの任務なのかは判別できない。
ルイス・ジェームズ・モリアーティ
声 - 小林千晃、東山奈央（幼少期）
ウィリアムの実弟。幼いころは心臓に病を患っていたが、モリアーティ家に引き取られた際に手術を受け完治した。
成長後はアルバートに代わり、モリアーティ家領地の管理や屋敷の執務をこなす。また、眼鏡をかけ、火事の際に自らつけた右頬の火傷を隠すように髪型をアシンメトリーにしている。作戦現地にて自らナイフを手に取る時は眼鏡を外して戦う特徴がある。
実の兄であるウィリアムを強く慕っており、彼以外に笑顔を見せることは稀。
ウィリアムの作戦を完璧に遂行するために怪我をした子供を見捨てる提案をするなど、他人には冷徹な一面をのぞかせ、とりわけシャーロック・ホームズに対しては強い嫌悪感を見せる。
セバスチャン・モラン
声 - 日野聡
モリアーティ家の使用人。銃と巧みな話術を武器にウィリアムに忠誠を誓う右腕。
第二次アフガン戦争に従軍し、所属はベンガル第一工兵隊。その戦火のさなか“KIA（戦死）”し、二階級特進したこととなっている。右手首は義手。ウィリアムのためならば命を喜んで捧げるという。
一見粗暴な男に見えるが、生まれは貴族の家であるため、作戦内においては品の良い立ち振る舞いも可能。
フレッド・ポーロック
声 - 上村祐翔
モリアーティ家の使用人。昼間はモリアーティ家の花の世話をしている黒髪の無表情な青年。夜はロンドンの闇に紛れて犯罪相談を受ける、“犯罪相談役の窓口”を担当している。フレッドの存在自体が犯罪ネットワークそのものとも言われる。
運動能力も高く変装術や暗号解読にも長けている。モラン曰く、ウィリアムと同じで困っている者を見捨てておけない性格。
フォン・ヘルダー
声 - 鳥海浩輔
黒のアイマスクをした、「Q」のコードネームでMI6に所属するドイツ人の技師。Q課（quartermaster:兵器課）の課長。盲目ながらもその技術は折り紙つきで、時代の先を行く発明品を多数開発している。
アイリーン・アドラー / ジェームズ・ボンド
声 - 日笠陽子
米国出身の女優。英国にまつわるとある醜聞を知ってしまったためにMI6に命を狙われる中、交渉のためシャーロックとモリアーティ陣営の両方に接触していた。その後はウィリアムとの取引によって表向き死亡したことにしてMI6に加わり、男装して「ジェームズ・ボンド」を名乗る。ウィリアムに忠誠を誓っており、君づけで呼んでいる。
当初はモラン達のやり方に困惑していたものの、モランの言葉により自分の考えで好きにやるようになり、その頭の回転の良さを見せる。
ジャック・レンフィールド
声 - 内田直哉
モリアーティ家が火事になった後、三兄弟が一時身を寄せたロックウェル伯爵家の執事。第一次アフガン戦争では”英軍にジャックあり”と敵味方から恐れられた白兵戦の英雄でもある。普段の立ち振舞いだけで、隠していたその兵士であった過去をウィリアムに看破され、貴族たる振る舞いを含めた“特別な教育”を三兄弟に施すことになる。
ホワイトチャペルにてある連続殺人が起きた後、三兄弟を頼ってモリアーティ家を訪れる。事件解決後は、そのままモリアーティ家執事として働くことになる。
ザック・パターソン
声 - 川島得愛
スコットランド・ヤード犯罪捜査部（CID）の警部。レストレードと同期の間柄にある。更迭されたアータートンに代わり、CID主任警部に昇格した。裏ではMI6の内通者として暗躍しており、事件やホームズたちの動きを常に監視しアルバートに報告している。「○○のよしみだ」が口癖。

### ホームズとその関係者
シャーロック・ホームズ
声 - 古川慎
労働階級の訛った話し方をする、自称、世界でただ一人の「諮問探偵（コンサルティングディテクティブ）」。ノアティック号での事件でただ一人、事件を裏で操っている者の存在に気付き、それがウィリアムの目にとまる。
その後、ワトソンとルームシェアをすることになりある事件に巻き込まれる。事件解決後、ワトソンの手により小説“緋色の研究”として発表された。
実は、その事件はウィリアムが仕掛けたものであり、ホームズは“踏みとどまれるか”をテストされていた。本人のあずかり知らぬところでウィリアムたちが悪い貴族を殺害し、ホームズに事件を解決させ、階級社会に疑問を抱かせる彼等の計画の英雄として担がれることとなる。
ジョン・H・ワトソン
声 - 小野友樹
アフガン戦争で負傷し、送還された元軍医。ベーカー街の221Bでホームズとルームシェアをすることになる。ホームズと共に事件に巻き込まれホームズのずば抜けた推理力を目の当たりにするも、事件解決がすべてヤードの手柄になったことに憤慨し、自身が「コナン・ドイル」の筆名で事件を元にした小説を書き発表する。
ハドソン
声 - 阿澄佳奈
ホームズとワトソンが借りている部屋、ベーカー街221Bの家主。自称、永遠の17歳。原作と異なり未婚であり、「ミセス・ハドソン（ハドソン夫人）」ではなく「ミス・ハドソン」。
ジョージ・レストレード
声 - 小松史法
スコットランド・ヤード犯罪捜査部（CID）の警部。ヤードの中ではホームズを信頼している方の刑事。
ウィギンズ
声 - 榊原優希
ベーカー街で暮らすストリートチルドレンによって構成されている、ベーカー街不正規隊（ベーカーストリートイレギュラーズ）の隊長。失せ物探しや使いっ走りまでなんでもこなすホームズの手足。隊員に、バトラー、ユーリー、グリーン、スカイ、リードなどがいる。

### イギリス陸軍関係者
マイクロフト・ホームズ
声 - 安元洋貴
イギリス陸軍情報部の長官でアルバートの直属の上司。シャーロックの兄。
アルバートがMI6に移ったあとも、大英帝国からの指令をアルバートに下す立場としてしばしば登場する。ホームズ曰く“政府そのもの”。
マネーペニー
MI6の女性諜報員。元々はMI5所属だったが、MI6設立にあたりアルバートに引き抜かれた。

## 書誌情報

### 漫画
- コナン・ドイル（「シャーロック・ホームズ」シリーズ）（原案）・竹内良輔（構成）・三好輝（漫画） 『憂国のモリアーティ』 集英社〈ジャンプ・コミックス〉、既刊20巻（2025年5月2日現在）
  1. 2016年11月9日発行（11月4日発売[集 2]）、ISBN 978-4-08-880857-4
  2. 2017年3月8日発行（3月3日発売[集 3]）、ISBN 978-4-08-881031-7
  3. 2017年7月9日発行（7月4日発売[集 4]）、ISBN 978-4-08-881123-9
  4. 2017年11月7日発行（11月2日発売[集 5]）、ISBN 978-4-08-881166-6
  5. 2018年3月2日発行 (3月2日発売[集 6]）、ISBN 978-4-08-881365-3
  6. 2018年7月9日発行 (7月4日発売[集 7]）、ISBN 978-4-08-881424-7
  7. 2018年11月7日発行（11月2日発売[集 8]）、ISBN 978-4-08-881627-2
  8. 2019年3月9日発行（3月4日発売[集 9]）、ISBN 978-4-08-881766-8
  9. 2019年7月9日発行（7月4日発売[集 10]）、ISBN 978-4-08-881889-4
  10. 2019年11月6日発行（11月1日発売[集 11]）、ISBN 978-4-08-882109-2
  11. 2020年3月9日発行（3月4日発売[集 12]）、ISBN 978-4-08-882233-4
  12. 2020年7月8日発行（7月3日発売[集 13]）、ISBN 978-4-08-882360-7
  13. 2020年11月9日発行（11月4日発売[集 14]）、ISBN 978-4-08-882482-6
  14. 2021年4月7日発行（4月2日発売[集 15]）、ISBN 978-4-08-882601-1
  15. 2021年8月9日発行（8月4日発売[集 16]）、ISBN 978-4-08-882741-4
  16. 2021年12月8日発行（12月3日発売[集 17]）、ISBN 978-4-08-882855-8
  17. 2022年4月9日発行（4月4日発売[集 18]）、ISBN 978-4-08-883086-5
  18. 2022年8月9日発行（8月4日発売[集 1]）、ISBN 978-4-08-883203-6
  19. 2023年2月8日第1刷発行（2023年2月3日発売[集 19]）、ISBN 978-4-08-883312-5
  20. 2025年5月7日第1刷発行（2025年5月2日発売[集 20]）、ISBN 978-4-08-884520-3
- 埼田要介（原作）・三好輝（漫画） 『憂国のモリアーティ-The Remains-』 集英社〈ジャンプ・コミックス〉、全3巻
  1. 2023年8月4日発売[集 21]、ISBN 978-4-08-883573-0
  2. 2024年2月2日発売[集 22]、ISBN 978-4-08-883831-1
  3. 2024年8月2日発売[集 23]、ISBN 978-4-08-884089-5

### 小説
- 埼田要介（著）、 集英社〈ジャンプ ジェイ ブックス〉、既刊3巻（2020年10月2日現在）
  - 『憂国のモリアーティ "緋色"の研究』2018年11月7日発行（11月2日発売[集 24]）、ISBN 978-4-08-703465-3
  - 『憂国のモリアーティ 禁じられた遊び』2019年11月6日発行（11月1日発売[集 25]）、ISBN 978-4-08-703488-2
  - 『憂国のモリアーティ 虹を視る少女』2020年10月7日発行（10月2日発売[集 26]）、ISBN 978-4-08-703502-5

## ミュージカル
1. ミュージカル「憂国のモリアーティ」は、2019年5月10日から5月19日に天王洲 銀河劇場にて、2019年5月25日から5月26日に柏原市民文化会館リビエールホールにて上演された[17]。略称は『モリミュ』。
2. ミュージカル「憂国のモリアーティ」Op.2（オーパスツー）-大英帝国の醜聞-は、2020年7月31日から8月10日に天王洲 銀河劇場にて、8月14日から8月16日に京都劇場にて上演された[18]。
3. ミュージカル「憂国のモリアーティ」Op.3（オーパススリー） -ホワイトチャペルの亡霊-は、2021年8月5日から8月15日に品川プリンスホテル ステラボールにて、8月19日から8月22日にサンケイホールブリーゼにて上演[19]。ただし、8月8日・9日の公演は中止になっている[20]。
4. ミュージカル『憂国のモリアーティ』Op.4（オーパスフォー） -犯人は二人-は、2023年1月27日から29日に新歌舞伎座にて、2月2日から12日に天王洲 銀河劇場にて上演[21]。
5. ミュージカル『憂国のモリアーティ』Op.5（オーパスファイブ） -最後の事件-は、2023年8月24日から27日にメルパルクホールにて、9月1日から10日に天王洲 銀河劇場にて上演[22]。
6. ミュージカル『憂国のモリアーティ』コンサートは、2024年7月11日から15日にシアターHにて上演[23]。ミュージカル5周年記念で開催された。他の作品と違い、演劇ではなくコンサートである。
7. ミュージカル『憂国のモリアーティ』大英帝国の醜聞 Repriseは、2025年5月16日から18日にシアターHにて、5月23日から25日に京都劇場にて、5月30日から6月8日に天王洲 銀河劇場にて上演[24]。Op.2「大英帝国の醜聞」編を再構成した内容。

### キャスト（ミュージカル）
6のみキャラクター扮装ではない出演。
- ウィリアム・ジェームズ・モリアーティ - 鈴木勝吾
- シャーロック・ホームズ - 平野良
- アルバート・ジェームズ・モリアーティ - 久保田秀敏（1 - 6）、廣瀬智紀（7）
- ルイス・ジェームズ・モリアーティ - 山本一慶（1 - 6）、百名ヒロキ（7）
- セバスチャン・モラン - 井澤勇貴（1 - 6）、佐々木崇（7）
- フレッド・ポーロック - 赤澤遼太郎（1 - 3・6（6はゲスト））、長江崚行（4 - 6）、横山賀三（7）
- ジョン・H・ワトソン - 鎌苅健太（1 - 6）、橋本真一（7）
- ミス・ハドソン - 七木奏音（1・2・4 - 6（6はゲスト））、能條愛未（7）
- ジョージ・レストレード - 髙木俊（1 - 6）
- レニー・ダブリン男爵 - 山岸拓生（1）
- ジェファーソン・ホープ - 山﨑雅志（1）
- ブリッツ・エンダース伯爵 - 小南光司（1・6（6はゲスト））
- アイリーン・アドラー（Op.3、5ではジェームズ・ボンド） - 大湖せしる（2・3・5・6（6はゲスト））、彩凪翔（7）
- マイクロフト・ホームズ - 根本正勝（2・5・6（6はゲスト））、伊藤裕一（7）
- ジャック・レンフィールド - 石坂勇 （3）
- ザック・パターソン - 輝馬 （3）
- アタートン - 奈良坂潤紀 （3）
- チャールズ・オーガスタス・ミルヴァートン - 藤田玲 （3・4・6（6はゲスト））
- アダム・ホワイトリー - 川原一馬（4・6（6はゲスト））
- メアリー・モースタン - 山内優花（4・6（6はゲスト））

### スタッフ（ミュージカル）
- 脚本・演出（6では構成・演出） - 西森英行
- 音楽 - ただすけ
- 振付 - MAMORU（1 - 5）、広崎うらん（7）
- 殺陣 - 六本木康弘（1 - 5、7）
- 映像 - ワタナベカズキ
- 主催 - マーベラス、TCエンタテインメント

### BD/DVD（ミュージカル）
| 公演回                                                   | 発売日         | 規格品番  | 規格品番  |
| 公演回                                                   | 発売日         | Blu-ray   | DVD       |
| -------------------------------------------------------- | -------------- | --------- | --------- |
| ミュージカル『憂国のモリアーティ』                       | 2019年9月11日  | TCBD-0867 | TCED-4566 |
| ミュージカル『憂国のモリアーティ』Op.2                   | 2020年12月23日 | TCBD-0988 | TCED-5244 |
| ミュージカル『憂国のモリアーティ』Op.3                   | 2022年1月26日  | TCBD-1120 | TCED-5968 |
| ミュージカル『憂国のモリアーティ』Op.4                   | 2023年6月28日  | TCBD-1382 | TCED-6774 |
| ミュージカル『憂国のモリアーティ』Op.5                   | 2024年3月6日   | TCBD-1479 | TCED-7123 |
| ミュージカル『憂国のモリアーティ』コンサート             | 2024年12月25日 | TCBD-1643 | -         |
| ミュージカル『憂国のモリアーティ』大英帝国の醜聞 Reprise | 2025年11月5日  | TCBD-1779 | TCED-8153 |

### CD（ミュージカル）
| タイトル                                                           | 発売日        | 規格品番       | 規格品番      |
| タイトル                                                           | 発売日        | 特装版         | 通常版        |
| ------------------------------------------------------------------ | ------------- | -------------- | ------------- |
| ミュージカル『憂国のモリアーティ』Song Collection -Op.1/Op.2/Op.3- | 2022年8月17日 | MJSA-01348～50 | MJSA-01351～3 |
| ミュージカル『憂国のモリアーティ』Song Collection -Op.4/Op.5-      | 2024年3月27日 | MJSA-01390～2  | MJSA-01393～5 |

## 舞台
第1弾『舞台「憂国のモリアーティ」』のタイトルで、2020年1月10日から1月19日にEX THEATER ROPPONGIにて、2020年1月31日から2月2日に梅田芸術劇場 シアター・ドラマシティにて上演された。略称は『モリステ』。
第2弾『舞台「憂国のモリアーティ」case 2（ケースツー）』のタイトルで、2021年7月23日から8月1日に新国立劇場 中劇場にて上演された。

### キャスト（舞台）
- ウィリアム・ジェームズ・モリアーティ - 荒牧慶彦
- アルバート・ジェームズ・モリアーティ - 瀬戸祐介
- ルイス・ジェームズ・モリアーティ - 糸川耀士郎
- セバスチャン・モラン - 君沢ユウキ（初演のみ） / 郷本直也（case 2のみ）
- フレッド・ポーロック - 設楽銀河
- シャーロック・ホームズ - 北村諒
- ジョン・H・ワトソン - 松井勇歩
- ミス・ハドソン - 野本ほたる
- アイリーン・アドラー（case 2ではジェームズ・ボンド） - 立道梨緒奈
- マイクロフト・ホームズ - 早乙女じょうじ（初演のみ）
- ジャック・レンフィールド：萩野崇（case 2のみ）
- ジョージ・レストレード：村田洋二郎（case 2のみ）

### スタッフ（舞台）
- 脚本・演出 - 西田大輔
- 音楽 - YOSHIZUMI
- 制作 - バンダイナムコライブクリエイティブ、Office ENDLESS
- 後援 - テレビ朝日

### BD/DVD（舞台）
| 公演回                           | 発売日         | 規格品番  | 規格品番  |
| 公演回                           | 発売日         | Blu-ray   | DVD       |
| -------------------------------- | -------------- | --------- | --------- |
| 舞台『憂国のモリアーティ』       | 2020年8月27日  | BCXE-1530 | BCBE-4992 |
| 舞台『憂国のモリアーティ』case 2 | 2021年12月24日 | BCXE-1662 | BCBE-5091 |

## テレビアニメ
全24話を分割2クールで制作し、毎日放送およびTOKYO MXほかにて放送。第1クールは2020年10月から12月まで、第2クールは2021年4月から6月まで放送された。ナレーションは森田順平。
翌2022年にはテレビアニメに準じた制作体制でオリジナル・ビデオ・アニメーション（OVA）がリリース（アニメオリジナルストーリーを含む全2話を1パッケージ）。同年8月にはCS局AT-Xでテレビ初放送。同年9月から10月にかけて毎日放送/TBS系全国ネットの深夜アニメ枠・スーパーアニメイズムで放送された。

### スタッフ
- 原作 - 竹内良輔（構成）、三好輝（漫画）[12]
- 監督 - 野村和也[12]
- シリーズ構成・脚本 - 雑破業（第1クール）[12]、岸本卓（第2クール）[40]
- キャラクターデザイン・総作画監督 - 大久保徹[12]
- 美術監督 - 谷岡善王[12]
- 美術設定 - 成田偉保、天田俊貴
- 色彩設計 - 野田採芳子[12]
- メカニックデザイン - 常木志伸
- プロップデザイン - 澤田譲治
- 銃器デザイン - 髙田晃
- 3D監督 - 熊倉ちあき[12]
- 撮影監督 - 田中宏侍、髙橋文花[12]
- 編集 - 植松淳一[12]
- 音響監督 - はたしょう二[12]
- 音楽 - 橘麻美[12]
- 音楽プロデューサー - 川島麻衣
- プロデューサー - 大原由子、大山礼子、前田俊博、森廣扶美、栗田ひろ子、落合翔平
- アニメーションプロデューサー - 大平将史
- アニメーション制作 - Production I.G[12]
- 製作 - 「憂国のモリアーティ」製作委員会（バンダイナムコアーツ、集英社、MBS、Production I.G、YTE、BANDAI SPIRITS）

### 主題歌
OPは畠中祐、EDはSTEREO DIVE FOUNDATIONによる楽曲が使用される。
「DYING WISH」
第1クールオープニングテーマ。作詞はマイクスギヤマ、作曲・編曲はRasmus Faber。
「TWISTED HEARTS」
第2クールオープニングテーマ。作詞はKOHTA YAMAMOTOとFrance AUDON、作曲・編曲はKOHTA YAMAMOTO。
「ALPHA」
第1クールエンディングテーマ。作詞・作曲・編曲はR・O・N。
「OMEGA」
第2クールエンディングテーマ。作詞・作曲・編曲はR・O・N。

### 各話リスト
| 話数     | サブタイトル                        | 脚本       | 絵コンテ            | 演出              | 作画監督 | 初放送日                            |
| -------- | ----------------------------------- | ---------- | ------------------- | ----------------- | --- | ----------------------------------- |
| 第1話    | 伯爵の犯罪                          | 雑破業     | 野村和也            | 野村和也          | 市川美帆 蘇武裕子 | 2020年 10月11日                     |
| 第2話    | 緋色の瞳 第一幕                     | 雑破業     | 野村和也            | 加藤大貴          | 新野量太 永島明子 神谷美也子                                                                                           | 10月18日                            |
| 第3話    | 緋色の瞳 第二幕                     | 雑破業     | 野村和也            | 内田信吾          | 伊澤珠美 山内遼 | 10月25日                            |
| 第4話    | 希少な種                            | 雑破業     | 青井小夜            | 板庇迪            | 野間千賀子 香田知樹 | 11月1日                             |
| 第5話    | 橋の上の踊り子                      | 雑破業     | 中谷亜沙美          | 中谷亜沙美        | 奥野治男 前田法華 | 11月8日                             |
| 第6話    | ノアティック号事件 第一幕           | 雑破業     | 横山和基            | 横山和基          | 角田桂一 中村深雪 | 11月15日                            |
| 第7話    | ノアティック号事件 第二幕           | 雑破業     | 重原克也            | 重原克也          | 角田桂一 中村深雪 前田法華 奥野治男 藤元美典                                                                           | 11月22日                            |
| 第8話    | シャーロック・ホームズの研究 第一幕 | 雑破業     | 神谷友美            | いとがしんたろー  | 新野量太 太田衣美 | 11月29日                            |
| 第9話    | シャーロック・ホームズの研究 第二幕 | 雑破業     | 神谷友美            | 加藤大貴          | 市川美帆 小谷杏子 徳田夢之介                                                                                           | 12月6日                             |
| 第10話   | 二人の探偵 第一幕                   | 雑破業     | 荒川直樹            | いとがしんたろー  | 新野量太 藤元美典 | 12月13日                            |
| 第11話   | 二人の探偵 第二幕                   | 雑破業     | 荒川直樹            | 板庇迪            | 奥野治男 前田法華 太田衣美                                                                                             | 12月20日                            |
| 第12話   | 大英帝国の醜聞 第一幕               | 岸本卓     | 森大貴              | 長岡義孝          | 角田桂一 中村深雪 山崎絵美                                                                                             | 2021年 4月4日                       |
| 第13話   | 大英帝国の醜聞 第二幕               | 岸本卓     | 遠藤広隆            | 重原克也          | 小谷杏子 新野量太 | 4月11日                             |
| 第14話   | 大英帝国の醜聞 第三幕               | 岸本卓     | 奥野治男            | 奥野治男          | 奥野治男 | 4月18日                             |
| 第15話   | ホワイトチャペルの亡霊 第一幕       | 石井風花   | 野村和也 加藤大貴   | 加藤大貴          | 前田法華 藤元美典 吉田和香子                                                                                           | 4月25日                             |
| 第16話   | ホワイトチャペルの亡霊 第二幕       | 小林央     | 横山和基            | 横山和基          | 角田桂一 中村深雪 新野量太 相音光                                                                                      | 5月2日                              |
| 第17話   | スコットランドヤード狂騒曲          | 小原諾子   | 石山タカ明          | 向山鶴美          | 東島久志 山崎絵美 宮下雄次 渡辺愛 高橋成之                                                                             | 5月9日                              |
| 第18話   | ロンドンの証人                      | 高林ユーキ | 中谷亜沙美          | 中谷亜沙美        | 市川美帆 前田法華 | 5月16日                             |
| 第19話   | ロンドンの騎士 第一幕               | 高林ユーキ | 野村和也            | 村田尚樹          | 山村俊了 吉田和香子 池津寿恵 藤田正幸 中島美子                                                                         | 5月23日                             |
| 第20話   | ロンドンの騎士 第二幕               | 岸本卓     | 野村和也            | 重原克也 熊野千尋 | 角田桂一 新野量太 | 5月30日                             |
| 第21話   | 四つの署名                          | 岸本卓     | 野村和也            | 加藤大貴          | 中村深雪 小谷杏子 植田実 鈴木俊二 小美野雅彦 朝岡卓也                                                                  | 6月6日                              |
| 第22話   | 犯人は二人                          | 岸本卓     | 石山タカ明 野村和也 | 村田尚樹          | 矢萩利幸 畑島つばさ 奥野治男 阿部恒 根津壮志 松浦里美 山崎絵美 木下由美子                                              | 6月13日                             |
| 第23話   | 最後の事件 第一幕                   | 岸本卓     | 野村和也            | 奥野治男          | 奥野治男 市川美帆 藤元美典                                                                                             | 6月20日                             |
| 第24話   | 最後の事件 第二幕                   | 岸本卓     | 野村和也            | 野村和也          | 奥野治男 下妻日紗子 角田桂一 高橋成之 新野量太 前田法華 中村深雪 藤元美典 平岡恵実 鈴木俊二                            | 6月27日                             |
| OVA第1話 | 百合の追憶                          | 石井風花   | 野村和也            | 野村和也          | 植田実 新野量太 細田沙織 松浦里美 斎藤美香 張 益                                                                       | 2022年 8月4日(AT-X) 9月24日(地上波) |
| OVA第2話 | モリアーティ家の休日                | 石井風花   | 石山タカ明          | 渡辺正彦          | 山下径子 根津壮志 山田裕子 大野 勉 天崎まなむ 宮本佐和子 渡辺愛 具志堅眞由 押田萌絵 斎藤晴輝 Tran Hoang 無錫市淏明動画 | 8月11日(AT-X) 10月1日(地上波)       |

### 放送局
| 放送期間                                                                   | 放送時間                                            | 放送局        | 対象地域   | 備考                           |
| -------------------------------------------------------------------------- | --------------------------------------------------- | ------------- | ---------- | ------------------------------ |
| 2020年10月11日 - 12月20日（第1クール） 2021年4月4日 - 6月27日（第2クール） | 日曜 22:30 - 23:00                                  | TOKYO MX      | 東京都     |                                |
| 2020年10月13日 - 12月22日（第1クール） 2021年4月12日 - 7月5日（第2クール） | 火曜 0:00 - 0:30（月曜深夜） 月曜 23:30 - 火曜 0:00 | AT-X          | 日本全域   | CS放送 / リピート放送あり      |
| 2020年10月14日 - 12月23日（第1クール） 2021年4月7日 - 6月30日（第2クール） | 水曜 0:00 - 0:30（火曜深夜）                        | BS11          | 日本全域   | BS放送 / 『ANIME+』枠          |
|                                                                            | 水曜 2:30 - 3:00（火曜深夜）                        | 毎日放送      | 近畿広域圏 | 製作参加 / 『アニメ特区』第1部 |
| 2021年1月27日 - 4月7日（第1クール） 2021年4月14日 - 7月7日（第2クール）    | 水曜 1:28 - 1:58（火曜深夜）                        | IBC岩手放送   | 岩手県     |                                |
| 2021年4月19日 - 6月27日（第1クール） 2022年1月8日 - 4月3日（第2クール）    | 月曜 0:50 - 1:20（日曜深夜）                        | UTYテレビ山梨 | 山梨県     | 『にちようスクエア』枠         |

| 配信開始日                                             | 配信時間                   | 配信サイト |
| ------------------------------------------------------ | -------------------------- | --- |
| 2020年10月11日（第1クール） 2021年4月4日（第2クール）  | 日曜 23:00 更新            | Amazonプライム・ビデオ アニメ放題 ABEMAビデオ （ABEMAプレミアム会員限定） dアニメストア J:COMオンデマンド TELASA dTV Netflix バンダイチャンネル ひかりTV Hulu U-NEXT あにてれ GYAO!ストア COCORO VIDEO TSUTAYA TV DMM.com ニコニコチャンネル HAPPY!動画 ビデオマーケット milplus music.jp ムービーフルplus Rakuten TV |
| 2020年10月16日（第1クール） 2021年4月9日（第2クール）  | 金曜 23:00 - 23:30         | ニコニコ生放送 |
|                                                        | 金曜 23:30 - 土曜 0:00     | ABEMA |
| 2020年10月17日（第1クール） 2021年4月10日（第2クール） | 土曜 0:00（金曜深夜） 更新 | GYAO! |

| 放送期間                | 放送時間                     | 放送局                                             | 対象地域・備考                                                  |
| ----------------------- | ---------------------------- | -------------------------------------------------- | --------------------------------------------------------------- |
| 2022年8月4日 - 8月11日  | 木曜 20:30 - 21:00           | AT-X                                               | CS放送 / リピート放送あり                                       |
| 2022年9月24日 - 10月1日 | 土曜 1:25 - 1:55（金曜深夜） | 毎日放送（放送キー局）をはじめとする TBS系列全28局 | 秋田県・福井県・徳島県・佐賀県を除く 『スーパーアニメイズム』枠 |
| 全局で字幕放送を実施。  |                              |                                                    |                                                                 |

| 毎日放送・TBS系列 スーパーアニメイズム | 毎日放送・TBS系列 スーパーアニメイズム | 毎日放送・TBS系列 スーパーアニメイズム         |
| 前番組                                 | 番組名                                 | 次番組                                         |
| -------------------------------------- | -------------------------------------- | ---------------------------------------------- |
| 彼女、お借りします(2期)                | 憂国のモリアーティ OVA                 | 聖剣伝説 Legend of Mana -The Teardrop Crystal- |

### BD / DVD
| 巻  | 発売日         | 収録話          | 規格品番  | 規格品番  |
| 巻  | 発売日         | 収録話          | BD限定版  | DVD限定版 |
| --- | -------------- | --------------- | --------- | --------- |
| 1   | 2021年1月27日  | 第1話 - 第3話   | BCXA-1563 | BCBA-5015 |
| 2   | 2021年2月25日  | 第4話 - 第6話   | BCXA-1564 | BCBA-5016 |
| 3   | 2021年3月26日  | 第7話 - 第9話   | BCXA-1565 | BCBA-5017 |
| 4   | 2021年4月27日  | 第10話 - 第12話 | BCXA-1566 | BCBA-5018 |
| 5   | 2021年7月28日  | 第13話 - 第15話 | BCXA-1567 | BCBA-5019 |
| 6   | 2021年8月27日  | 第16話 - 第18話 | BCXA-1568 | BCBA-5020 |
| 7   | 2021年9月28日  | 第19話 - 第21話 | BCXA-1569 | BCBA-5021 |
| 8   | 2021年10月27日 | 第22話 - 第24話 | BCXA-1570 | BCBA-5022 |
| OVA | 2022年4月27日  | 第1話 - 第2話   | BCXA-1718 | BCBA-5118 |

### CD（アニメ）
| タイトル                                                 | 発売日       | 規格品番     |
| -------------------------------------------------------- | ------------ | ------------ |
| TVアニメ『憂国のモリアーティ』オリジナルサウンドトラック | 2021年7月7日 | LACA-9821～2 |

### リアル謎解きゲーム
周遊型のリアル謎解きゲーム『TVアニメ「憂国のモリアーティ」謎解きゲーム「ウィリアムVSシャーロック」』が、2021年6月24日から9月30日まで新宿マルイメン7階「あそびファクトリーのあそび場」にて開催された。